# Перцентил
Перцентил (или постотак) је мера која се користи у статистици за показивање вредности испод које дати проценат опсервација у групи опсервација пада. На пример, 20. перцентил је вредност (или резултат) испод кога се може наћи 20% опсервација.
Термин перцентил и сродни термин перцентилни ранг често се користе у извештавању резултата из нормно-референтних тестова. На пример, ако је оцена на 86. перцентилу, где је 86 перцентилни ранг, она је једнака вредности испод које се може наћи 86% опсервација (за разлику од тога у 86. перцентилу, значи да је резултат на или испод вредности на којој се 86% опсервација може наћи - сваки резултат је у 100. перцентила). 25. перцентил је такође познат као први квартил (Q1), 50. перцентил као медијана или други квартил (Q2), и 75. перцентил као трећи квартил (Q3). 

## Примене
Кад добављач интернет услуга врши обрачунску наплату ширине опсега на интернету, 95. или 98. перцентил обично одсецају горњих 5% или 2% врхова опсега сваког месеца, и затим се врши обрачун по најближој стопи. На тај начин се ретки врхови игноришу, и наплата се врши на правичнији начин. Разлог из којег је ова статистика веома корисна у мерењу протока података јесте то што она даје веома прецизну слику трошкова пропусног опсега. Вредност од 95. перцентила указује на то да је 95% времена коришћење испод ове количине, а преосталих 5% времена употреба је изнад тог износа.
Лекари често користите тежину и висину одојчади и деце како би проценили њихов раст у поређењу са националним просеком и перцентилима који су дати у табелама раста.
Брзина саобраћаја на путу од 85. перцентила се често користи као смерница при постављању ограничења брзине и процењивању да ли је таква граница превише висока или ниска.